# Avenue de la Chapelle (Paris)
Pour les articles homonymes, voir Avenue de la Chapelle.
L'avenue de la Chapelle est une voie du 17e arrondissement de Paris, en France.

## Situation et accès
L'avenue de la Chapelle est une voie privée située dans la villa des Ternes qui débute au 3, avenue de Verzy et se termine en impasse.

## Origine du nom

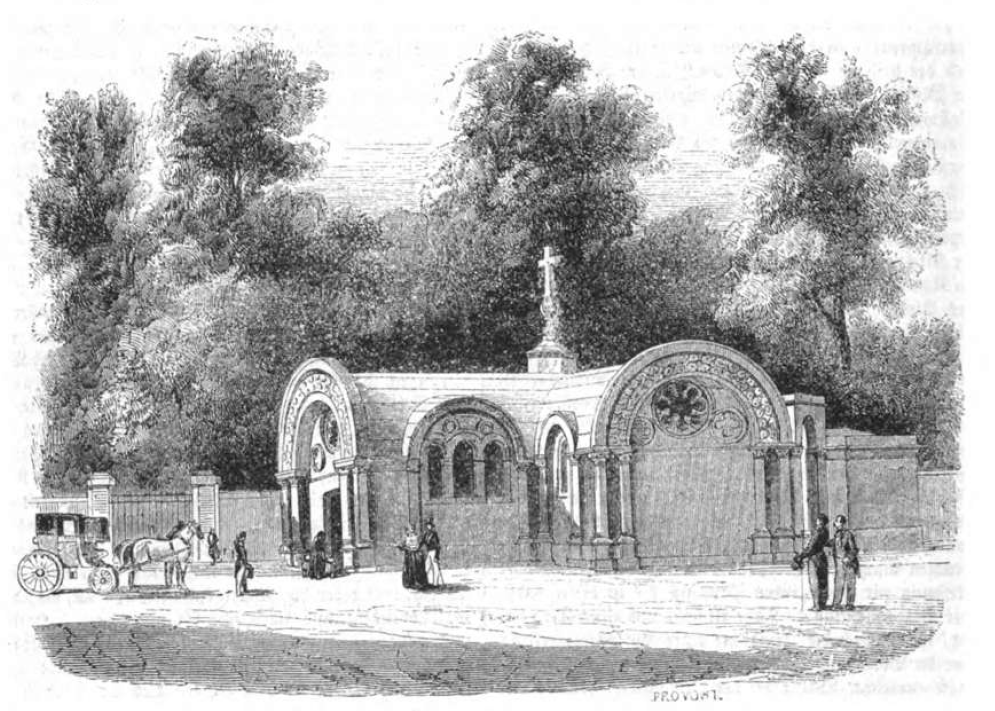
La chapelle Saint-Ferdinand, gravure de Johann Jacob Weber, Illustrirte Zeitung, 1843.

Cette voie rappelle l'ancienne chapelle Saint-Ferdinand du hameau des Ternes, qui précéda l'église Notre-Dame-de-Compassion de Paris.

## Historique
Cette voie est créée dans le cadre de l'aménagement de la villa des Ternes.